# Masters de Cincinnati 2010
El 2010 Cincinnati Masters es un torneo de tenis masculino que se jugará del 7 de agosto al 22 de agosto de 2010 sobre pista dura. Es la edición número 109 del llamado Masters de Cincinnati. Toma lugar en Lindner Family Tennis Center en Cincinnati, Estados Unidos.

## Campeones

### Individuales masculinos
Roger Federer vence a  Mardy Fish, 6–7(5), 7–6(1), 6–4.

### Dobles masculinos
Bob Bryan /  Mike Bryan vencen a  Mahesh Bhupathi /  Max Mirnyi, 6–3, 6–4.

### Individuales femeninos
Kim Clijsters vence a  María Sharápova, 2–6, 7–6(4), 6–2.

### Dobles femeninos
Victoria Azarenka /  Maria Kirilenko vencen a  Lisa Raymond /  Rennae Stubbs, 7–6(4), 7–6(8).
| Predecesor: Cincinnati 2009        | Masters de Cincinnati 2010 | Sucesor: Cincinnati 2011          |
| Predecesor: Masters de Canadá 2010 | ATP Masters Series 2010    | Sucesor: Masters de Shanghái 2010 |